# حصار ترمني
حصار ترمني هي قرية في مقاطعة أرومية، إيران. عدد سكان هذه القرية هو 21 في سنة 2006.